# Flustrellidra armata
Flustrellidra armata is een mosdiertjessoort uit de familie van de Flustrellidridae. De wetenschappelijke naam van de soort is voor het eerst geldig gepubliceerd in 2010 door Grischenko, Seo & Min.